# ヴィリジェルモ

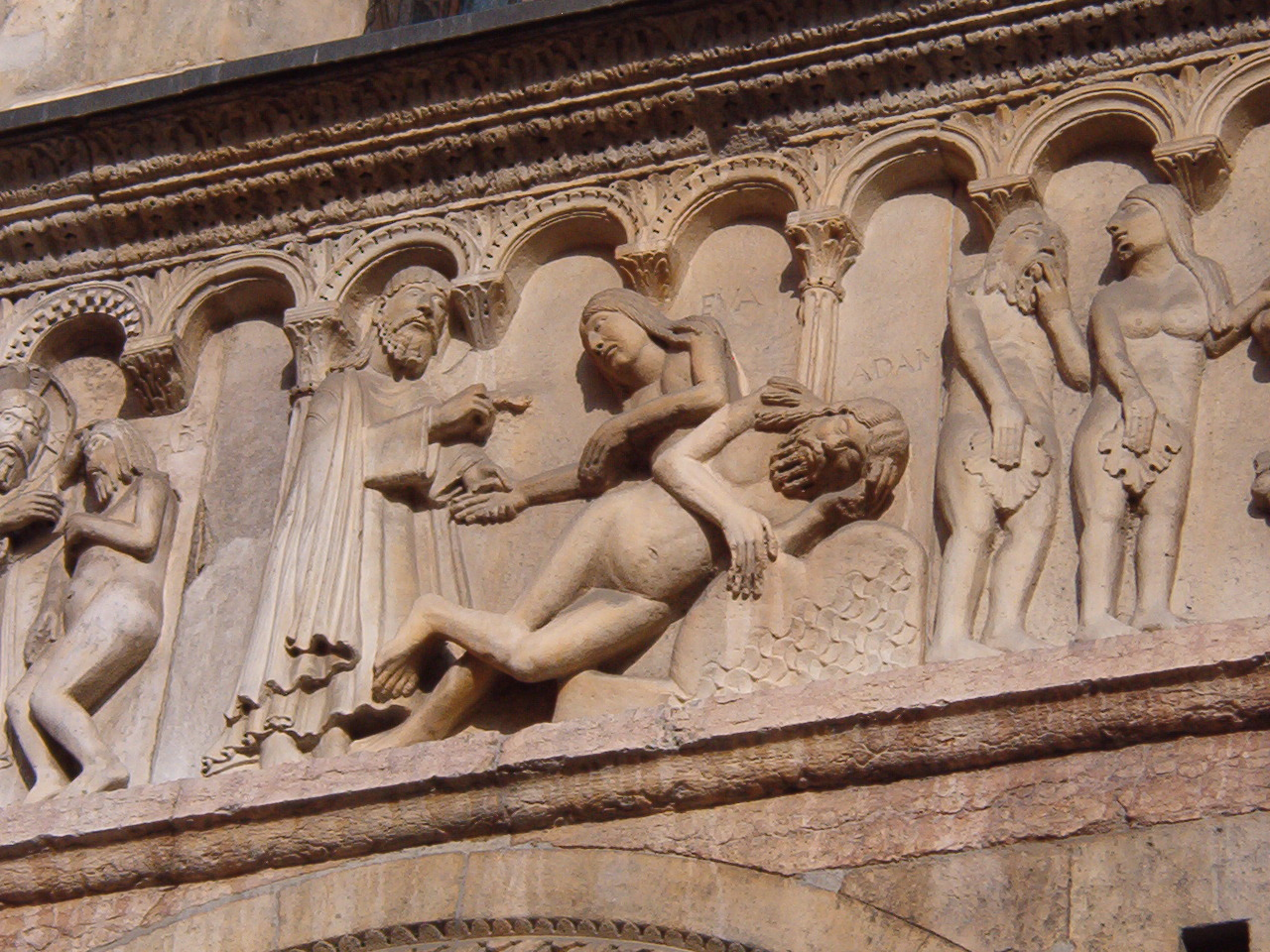
モデナ大聖堂にあるアダムとイヴの浮彫

ヴィリジェルモ（イタリア語: Wiligelmo）は、イタリアの彫刻家。彼の名前はヴィリジェルムス（Wiligelmus）やグリエルモ・ダ・モデナ（Gulielmo da Modena、Guglielmo da Modena）などとも伝わっている。イタリアの彫刻家として初めて自身の作品にサインを残した人物である。

## 経歴
ヴィリジェルモは1099年から1120年にかけて、モデナを中心に活躍した。
彼の代表作は、モデナ大聖堂のファサード西側にある天地創造やアダムとイヴなど創世記の場面を描いた浮彫である。大理石製で高さは約1メートル、1110年頃の作品とされる。彼の名前は大聖堂のファサード上部にラテン語で記された建設日時を示す銘の追記に見ることができる。